# Нейтринний експеримент Ковена–Райнеса

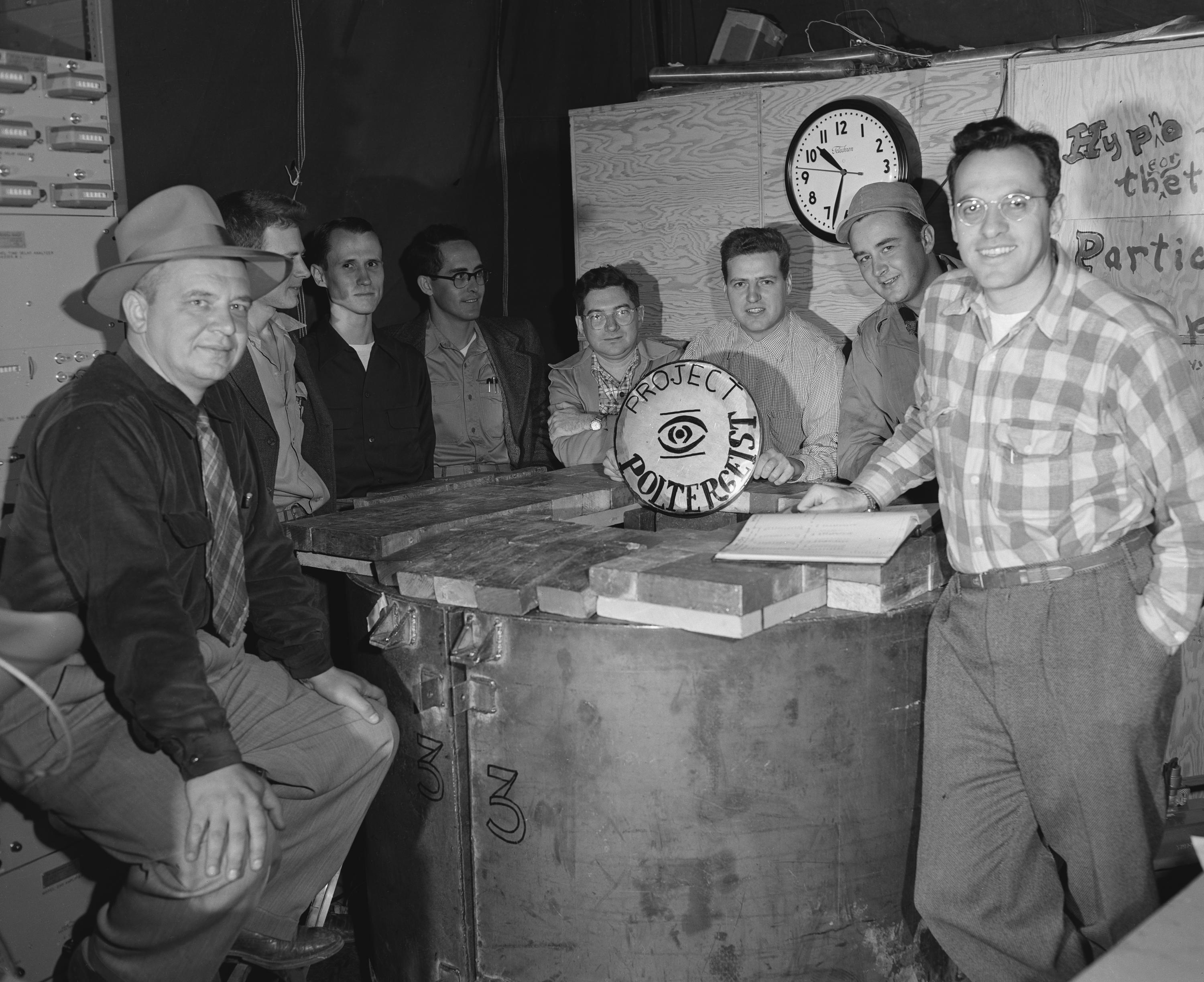
Фредерік Райнес (крайній праворуч) з Клайдом Ковеном (крайній ліворуч) та іншими учасниками проєкту «Полтергейст»

Нейтринний експеримент Ковена–Райнеса був проведений фізиками Клайдом Ковеном і Фредеріком Райнесом у 1956 році. Експеримент підтвердив існування нейтрино. Нейтрино, дуже легкі субатомні частинки без електричного заряду, були теоретично передбачені в 1930-х роках для забезпечення закону збереження енергії в процесах бета-розпаду. Оскільки такі частинки не мали ні маси, ні заряду, то спочатку вважали, що виявити їх неможливо. Експеримент використовував величезний потік (на той час гіпотетичний) електронних антинейтрино, що випромінювався від сусіднього ядерного реактора та детектор, що складався з великих резервуарів з водою. Були виявлені взаємодії нейтрино з протонами води, що вперше підтвердило існування та основні властивості цієї частинки.

## Контекст
Протягом 1910-х і 1920-х років спостереження за електронами ядерного бета-розпаду показали, що їхня енергія мала неперервний розподіл. Якби процес залучав лише атомне ядро та електрон, енергія електрона мала б один вузький пік, а не неперервний енергетичний спектр. Це могло означати порушення закону збереження енергії в процесах бета-розпаду. Ця проблема та інші фактори змусили Вольфганга Паулі спробувати вирішити проблему, постулюючи існування нейтрино в 1930 році. Щоб зберегти фундаментальний принцип збереження енергії, бета-розпад мав бути реакцією з утворенням трьох частинок, а не двох. Тому, крім електрона, Паулі припустив, що при бета-розпаді з атомного ядра вилітає інша частинка. Ця частинка, нейтрино, мала дуже малу масу і не мала електричного заряду; вона не спостерігалась, але уносила частину енергії.
Припущення Паулі було розроблено в теорію бета-розпаду Енріко Фермі в 1933 році. Теорія стверджувала, що процес бета-розпаду складається з чотирьох ферміонів, які безпосередньо взаємодіють один з одним. За допомогою цієї взаємодії нейтрон розпадається безпосередньо на електрон, гіпотезне нейтрино (пізніше визначене як антинейтрино) і протон. Теорія, яка виявилася надзвичайно успішною, спиралася на існування гіпотетичного нейтрино. Фермі вперше подав свою теорію бета-розпаду до журналу Nature, який відхилив її, «оскільки вона містила припущення, надто далекі від реальності, щоб бути цікавими для читача».
Однією з проблем гіпотези про нейтрино та теорії Фермі було те, що нейтрино мало настільки слабку взаємодію з іншою матерією, що здавалося, його ніколи не можна буде спостерігати. У статті 1934 року Рудольф Паєрлс і Ганс Бете підрахували, що нейтрино можуть легко проходити крізь Землю без взаємодії з речовиною.

## Потенціал для експерименту
Шляхом зворотного бета-розпаду передбачене нейтрино, точніше електронне антинейтрино ({\displaystyle {\bar {\nu }}_{e}}), має взаємодіяти з протоном (
p), утворюючи нейтрон (
n) і позитрон ({\displaystyle e^{+}}),
{\displaystyle {\bar {\nu }}_{e}+p\to n+e^{+}}
Імовірність виникнення такої реакції невелика. Імовірність виникнення будь-якої даної реакції пропорційна її поперечному перерізу. Ковен і Райнес передбачили, що поперечний переріз реакції буде приблизно 6×10−44 cm2. Звичайною одиницею поперечного перерізу в ядерній фізиці є барн, який дорівнює 1×10−24 cm2 і на 20 порядків більший.
Незважаючи на низьку ймовірність взаємодії нейтрино, характеристики такої взаємодії є унікальними, що робить можливим виявлення рідкісних взаємодій. Позитрон, аналог електрона в антиречовині, швидко взаємодіє з будь-яким сусіднім електроном, і вони анігілюють один з одним. Два результуючі гамма-кванти (
γ) можна зареєструвати. Нейтрон можна виявити шляхом його захоплення відповідним ядром, що вивільняє третій гамма-квант. Збіг подій анігіляції позитронів і захоплення нейтронів дає унікальну ознаку реєстрації нейтрино.
Молекула води складається з кисню і двох атомів водню, і більшість атомів водню мають ядром один протон. Ці протони можуть служити мішенями для нейтрино, так що проста вода виявляється зручною мішенню для реєстрації нейтрино. Оскільки енергії зв'язку цих протонів з електронами в атомах і з киснем в молекулах (порядку еВ) набагато менші за енергії нейтрино (порядку МеВ), їх можна розглядати в реакціях з нейтрино як вільні протони. Механізм взаємодії нейтрино з важчими ядрами з кількома протонами і нейтронами, більш складний, оскільки складові протони міцно зв'язані всередині ядер.

## Устаткування

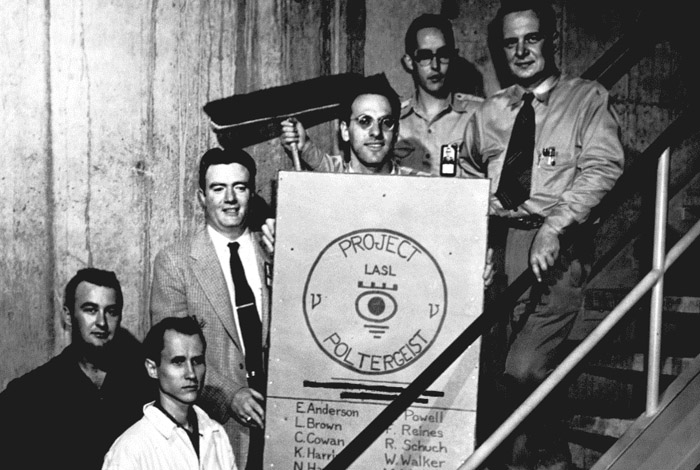
Груповий портрет групи «Проєкт Полтергейст», яка шукає нейтрино; Фредерік Райнес тримає плакат, Клайд Ковен крайній праворуч; Лос-Аламоська лабораторія, бл. 1953 року

Враховуючи малу ймовірність взаємодії окремого нейтрино з протоном, нейтрино можна спостерігати лише за дуже великого потоку нейтрино. Починаючи з 1951 року, Ковен і Райнес, вчені з Лос-Аламоської лабораторії в США, спочатку вважали, що спалахи нейтрино від випробувань атомної зброї зможуть забезпечити необхідний потік. Як джерело нейтрино вони запропонували використовувати атомну бомбу. Дозвіл на це дав директор лабораторії Норріс Бредбері. План передбачав підірвати ядерну бомбу потужністю 20 кілотонн, яку можна порівняти з тією, яку скинули на Хіросіму. Детектор пропонувалося опустити в момент вибуху в яму за 40 метрів від місця детонації, щоб отримати максимальний потік. Проєкт отримав назву «Ель Монстро». Однак, зрештою для експерименту використали ядерний реактор як джерело нейтрино, як порадив керівник відділу фізики Лос-Аламоса Дж. М. Б. Келлог. Реактор мав потік 5 нейтрино в секунду на квадратний сантиметр, — набагато вище, ніж потік, досягнутий від будь-яких інших радіоактивних джерел. Було використано детектор, що складався з двох резервуарів з водою, протони якої слугували мішенями для нейтрино.
У тих рідкісних випадках, коли нейтрино взаємодіяли з протонами у воді, виникали нейтрони та позитрони. Два гамма-промені, створені анігіляцією позитронів, були виявлені шляхом розміщення резервуарів з водою між резервуарами, наповненими рідким сцинтилятором. Матеріал сцинтилятора випромінює спалахи світла у відповідь на гамма-промені, і ці світлові спалахи виявляються фотопомножувачами.
Додаткове виявлення нейтрона забезпечувало перевірку того, що зареєстрована частинка є саме нейтрино. Ковен і Райнес виявили нейтрони, розчинивши в резервуарі хлорид кадмію, CdCl 2. Кадмій є високоефективним поглиначем нейтронів і випромінює гамма-випромінювання, коли поглинає нейтрон.
n + 108Cd → 109mCd → 109Cd + 
γ
Після події взаємодії нейтрино спочатку реєстрували два гамма-промені від анігіляції позитронів, а потім, за кілька мікросекунд, — гамма-промені від поглинання нейтронів кадмієм.
Експеримент, який розробили Ковен і Райнес, використовував два резервуари загальною ємністю близько 200 літрів води з приблизно 40 кг розчиненого CdCl2. Резервуари для води були затиснуті між трьома сцинтиляторними шарами, які містили 110 п'ятидюймових (127 мм) фотопомножувачів.

## Результати

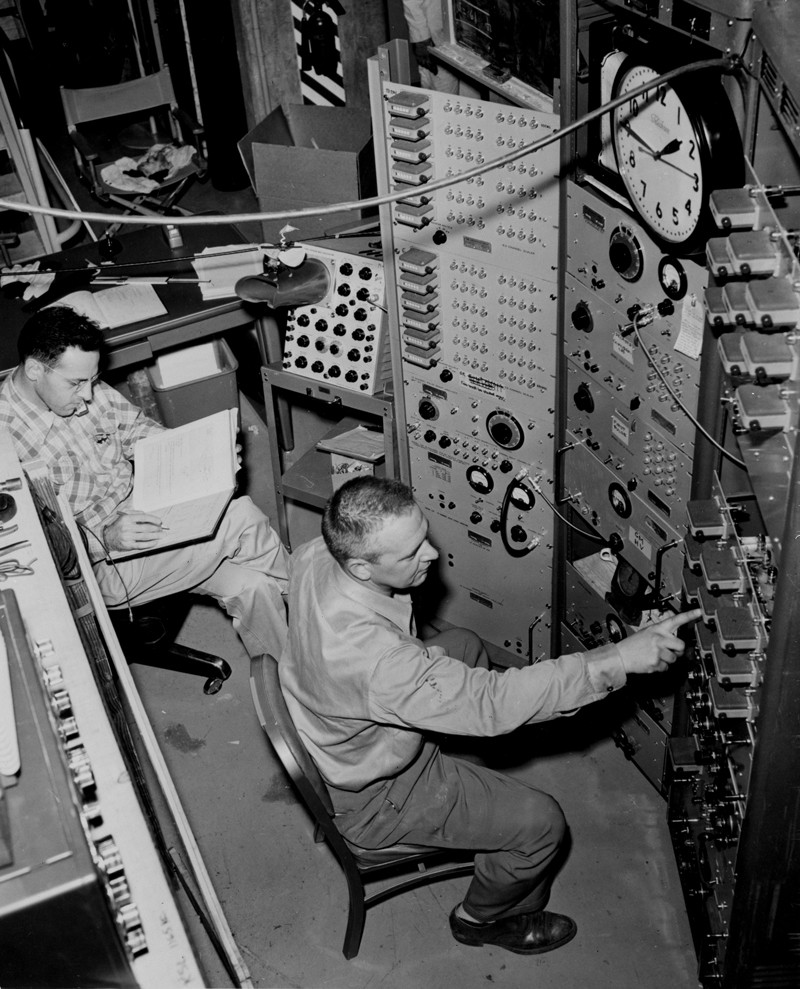
Фредерік Райнес, ліворуч, і Клайд Ковен за пультом управління експерименту в Саванна-Рівер, 1956 рік

У 1953 році Ковен і Рейнес створили детектор, який вони назвали німецькою мовою «Herr Auge», «Пан Око». Вони назвали експеримент з пошуку нейтрино «Проєкт Полтергейст» через «примарну природу нейтрино». Попередній експеримент був проведений у 1953 році на Генфордському комплексі у штаті Вашингтон, але наприкінці 1955 року експеримент перемістили на Саванна-Рівер поблизу Ейкена у Південній Кароліні. Місце в Саванна-Рівер мало кращий захист від космічних променів. Це екрановане місце розташовувалось в 11 м від реактора та на глибині 12 м під землею.
Після кількох місяців роботи детектора накопичені дані показали детектування близько трьох подій на годину за участю нейтрино. Щоб бути абсолютно впевненими, що вони бачать події за участю реакторних нейтрино, Ковен і Райнес вимкнули реактор, щоб показати, що існує різниця у швидкості виявлених подій.
Вони очікували, що поперечний переріз реакції становитиме приблизно 6×10−44 cm2, а виміряний переріз склав 6×10−44 cm2. Результати були опубліковані в журналі Science за 20 липня 1956 року.

## Наслідки
Клайд Ковен помер у 1974 році у віці 54 років. У 1995 році Фредерік Райнес був удостоєний Нобелівської премії за свою роботу з фізики нейтрино.
Ідея використання масивних детекторів, часто на основі води, для дослідження нейтрино була використана в кількох наступних експериментах, включаючи детектор Ірвайн-Мічіган-Брукгейвен, Каміоканде, Садберійську нейтринну обсерваторію Садбері та Гоумстейкський експеримент. Гоумстейкський експеримент виявив нейтрино від ядерного синтезу в сонячному ядрі. У 1987 році такі нейтринні обсерваторії виявили спалахи нейтрино від наднової SN 1987A, що стало зародженням нейтринної астрономії. Завдяки спостереженням сонячних нейтрино Садберійська нейтринна обсерваторія змогла продемонструвати процес нейтринних осциляцій. Нейтринні осциляції показали, що нейтрино не є безмасовими, що стало важливим відкриттям у фізиці елементарних частинок.